# Democratici (Groenlandia)
I Democratici (in groenlandese:  Demokraatit, in danese Demokraterne ) sono un partito politico groenlandese social-liberale fondato nel 2002, Il partito era solito essere scettico nei confronti dell'indipendenza della Groenlandia e di un ulteriore autogoverno. Ora sostiene l'indipendenza come obiettivo finale di un processo graduale che inizia con una maggiore autodeterminazione. Due delle principali priorità del suo programma sono il miglioramento degli standard educativi e della situazione abitativa.

## Storia
Fondato nel 2002, il partito vinse cinque seggi alle Elezioni del 2002. Aumentò il totale dei seggi a sette nelle Elezioni del 2005
, ma fu escluso dal potere da una cosiddetta "Coalizione delle Luci del Nord" di Siumut, Inuit Ataqatigiit e Atassut. Il suo numero di seggi diminuì a quattro nelle elezioni parlamentari in Groenlandia del 2009; tuttavia, entrò in una coalizione di governo con Inuit Ataqatigiit e Partito Associazione di Candidati Associazione dei Candidati, rimuovendo per la prima volta nella sua storia il Siumut, precedentemente dominante.  Nelle elezioni del 2013, il partito vinse solo due seggi, ma ne ottenne altri due alle elezioni del 2014. Nelle elezioni del 2018, il partito ottenne altri due seggi. Si ridusse a tre nelle elezioni del 2021. Il partito ha ottenuto i suoi migliori risultati elettorali nelle elezioni del 2025, quando è diventato per la prima volta il partito più grande della Groenlandia.
Il partito sostiene un processo più graduale di acquisizione dell'indipendenza dalla Danimarca rispetto a Naleraq, Inuit Ataqatigiit e Siumut, non volendo perseguire la piena indipendenza finché la Groenlandia non sarà autosufficiente.

## Risultati elettorali
| Elezione          | Voti  | %     | Seggi   |
| ----------------- | ----- | ----- | ------- |
| Parlamentari 2002 | 4.558 | 16,10 | 5 / 31  |
| Parlamentari 2005 | 6.596 | 22,83 | 7 / 31  |
| Parlamentari 2009 | 3.620 | 12,80 | 4 / 31  |
| Parlamentari 2013 | 1.870 | 6,26  | 2 / 31  |
| Parlamentari 2014 | 3.468 | 11,88 | 4 / 31  |
| Parlamentari 2018 | 5.712 | 19,69 | 6 / 31  |
| Parlamentari 2021 | 2.454 | 9,25  | 3 / 31  |
| Parlamentari 2025 | 8.536 | 30,26 | 10 / 31 |

### Delegazione al parlamento danese
| Elezione          | Voti  | %    | Seggi   |
| ----------------- | ----- | ---- | ------- |
| Parlamentari 2005 | 4.909 | 21,7 | 0 / 179 |
| Parlamentari 2007 | 3.436 | 18,5 | 0 / 175 |
| Parlamentari 2011 | 2.882 | 12,6 | 0 / 175 |
| Parlamentari 2015 | 1.753 | 8,5  | 0 / 175 |
| Parlamentari 2019 | 2.258 | 11,0 | 0 / 175 |
| Parlamentari 2022 | 3.656 | 19,0 | 0 / 175 |